# De Chinese waaier
Tom Poes en de Chinese waaier of kortweg De Chinese waaier  is het 23ste verhaal uit de Bommelsaga, geschreven en getekend door Marten Toonder.

## Samenvatting
Heer Bommel leest in de krant dat de waaier van de eerste Chinese keizer de volgende dag publiek wordt verkocht te Rommeldam. 
Bij het begin van de veiling is er nog weinig belangstelling. Heer Bommel en Tom Poes gaan zitten en maken kennis met een Chinese heer Lijn-Oh-Li. Ze komen tot de conclusie dat ze allebei de waaier willen kopen. Het topstuk is de genoemde waaier van Li-Tao-Tau. Terwijl het lijkt of de hele zaal meebiedt, houden de twee hoofdrolspelers zich nog afzijdig. Heer Bommel komt na een bod van 13 000 florijnen zelf met een bedoeld eindbod van 20 000. De onverstoorbare Chinees biedt 37 ping-pong en twee spi, een bedrag dat de veilingmeester omrekent tot 20 000,02. Heer Bommel biedt 20 001 florijnen en ziet zijn tegenstander Lijn-Oh-Li beleefd afscheid nemen.
Heer Bommel troont zijn vriend nu mee naar de Chinezenbuurt in Rommeldam-noord bij de haven, om het eethuis van Li Smek te bezoeken. Tom Poes heeft zijn bedenkingen en die worden bewaarheid als de twee vrienden worden ingepakt in het buiten klaarhangende wasgoed. Na wat tikken op de lakens kan de uitgepakte suffe heer Bommel gemakkelijk worden ontdaan van zijn veilingaankoop. Vervolgens komt heer Lijn-Oh-Li zijn Chinese bankbiljet aanbieden, met de belofte dat hij nog 1 florijn schuldig blijft. De twee vrienden overleggen verder in een café. Tom Poes concludeert dat de Chinese waaier wel veel meer waard zal zijn dan 20 000 florijnen. Heer Bommel wil toch zijn eigendom terug hebben en Tom Poes besluit hem te helpen. De Chinees raakt zijn waaier weer kwijt in ruil voor het bankbiljet aan de insluipende Tom Poes. Buiten is de op de uitkijk staande heer Bommel echter in gesprek geraakt met Bul Super en Hiep Hieper. Bul Super dreigt met een vuurwapen, en uiteindelijk gaan zij er vandoor met de waaier. 
Als heer Lijn-Oh-Li hoort van de opnieuw verdwenen waaier stemt hem dat somber. Hij nodigt de twee vrienden uit met hem een hapje rijst te gaan eten in het restaurant Li Smek. Hun gastheer legt uit dat de waaier is gestolen uit de grafkelder van de Chinese keizer door schurken uit het Westen. Heer Bommel is nu bereid om mee te gaan zoeken en als bewijs van hun verbond scheurt Lijn-Oh-Li het Chinese bankbiljet in tweeën en geeft heer Bommel de helft. Tom Poes ziet in de haven Super en Hieper van de Albatros aflopen en hij maakt een praatje met de hem goed gezinde kapitein Wal Rus. Tom Poes krijgt te horen dat er passage naar China is geboekt en hij vertelt de kapitein dat er nog drie passagiers bij komen, die mee willen varen en de twee andere passagiers willen beroven. 
Na een bezoek aan een winkel in feestartikelen zijn heer Bommel en Lijn-Oh-Li voorzien van een vermomming. Aan boord hebben Super en Hieper de vermomming al gauw door en gaan het gevecht aan. Dat eindigt onbeslist totdat Tom Poes de twee zakenlieden met een klap van een fles op het hoofd uitschakelt. Tom Poes pakt de waaier terug en Lijn-Oh-Li werpt Super en Hieper overboord, waardoor ze een half uur terug moeten zwemmen naar de haven. Intussen gaat Tom Poes de hut van Super en Hieper binnen, die heer Bommel wil overnemen, en bekijkt de achtergelaten bezittingen. Hij vindt daar een Chinees boek en neemt het mee naar kapitein Wal Rus, heer Bommel en Lijn-Oh-Li, die aan tafel gezeten de schade aan het compenseren zijn. De waaier is de waaier der Duizend Vervullingen, die toegang geeft tot de grafkelder met de Vaas der Duizend Wensen. Het boek noemt als bewaker de heer Lijn-Oh-Li.
De schurken laten het niet op zich zitten en huren een vliegtuig naar Dagblad, waar ze met onwaarheden de lokale kadi over weten te halen om Wal Rus, heer Ollie en Lijn-Oh-Li te arresteren wegens diefstal van de waaier. Tom Poes verlaat stiekem de Albatros voordat de havenpolitie het schip entert en moet meerdere listen verzinnen. Na een door Tom Poes veroorzaakt verkeersongeluk worden ook Super en Hieper opgesloten. Tom Poes laat Super en Hieper tijdelijk ontsnappen, alarmeert vervolgens de bewakers en steelt tijdens de hernieuwde arrestatie de waaier terug van Hieper. Vervolgens laat hij Heer Bommel, Wal Rus en Lijn-Oh-Li ook ontsnappen en met zijn vieren roeien ze naar de Albatros, die voor anker ligt te wachten. Super en Hieper ontsnappen ook nog op eigen kracht uit de gevangenis, kapen een politieboot en varen door naar Bombagoon.
In de volgende haven, Bombagoon, dreigen Super en Hieper opnieuw hun gelijk te halen. Ze sluiten Tom Poes en Heer Ollie op in een rioolput, waarin ze het water langzaam laten stijgen. Dat duurt Lijn-Oh-Li echter te lang, hij reist met de waaier per olifant door naar het keizersgraf.

## Achtergronden bij dit verhaal
Het verhaal verscheen voor het eerst op 15 augustus 1944 en werd plotseling afgebroken op 20 november van dat jaar, plaatje 1079. Marten Toonder werd op dat moment manisch-depressief verklaard en opgenomen in een gesloten inrichting. De Telegraaf plaatste een bericht dat "Tom Poes ziek was geworden". Dit moment valt samen met de algehele overname van voornoemde krant door de Duitse bezetter. De laatste vijf afleveringen verschenen pas ruim drie jaar later in boekvorm. Waarschijnlijk heeft Toonder oorspronkelijk een langer verhaal voor ogen gehad en het einde van het verhaal een andere, versnelde afloop gegeven. Later is er in de Nieuwe Revue in 1961 een heel ander slot aan het verhaal geschreven.

### Toegevoegde afleveringen in 1948, uitgave in boekvorm, uitgeverij D.A.V.I.D.
In de laatste afleveringen weten heer Ollie en Tom Poes de Albatros weer te bereiken, na Super en Hieper te hebben overmeesterd. Ze hebben het complot van Super en Hieper overleefd, door onder water adem te halen door rietstengels, die in de put aanwezig waren. Nadat hun schuilplaats is drooggevallen, slaat heer Bommel de boeven neer met een stuk hout en levert ze af bij de lokale politie. Op het schip ontvangen ze een bericht van Lijn-Oh-Li, dat zijn reis succes gehad heeft. Tijdens een feestmaal op volle zee neemt heer Bommel het woord. Hij vindt het jammer dat hij niet mee kon reizen naar het graf van de keizer Li-Tao-Tau. Maar door de schurken Super en Hieper moest hij onderduiken.

### Afwijkend verhaaleinde in Nieuwe Revue[9]
Tom Poes, heer Bommel en Lijn-Oh-Li komen met de Albatros in China aan. Super en Hieper zijn ontsnapt uit de gevangenis en bezitten nu een circusolifant, die ze geruild hebben voor hun vliegtuig. Lijn-Oh-Li stelt voor met de olifant verder te reizen, niet wetende wie de verhuurders zijn. Ze dreigen hun passagiers in een afgrond te gooien en krijgen in ruil voor een vrijgeleide de waaier weer in handen. Lijn-Oh-Li geleidt zijn Rommeldamse vrienden via een kortere weg naar de tempel om de komst van de schurken af te wachten. Hij legt de werking uit van de tekens op het beeld dat de schatkamer bewaakt, maar op dat moment neemt Bul Super hen met een geweer onder vuur. Tom Poes heeft intussen een plan bedacht. Als Super de tekens van de Chinese Waaier intoetst, gaan de bewakende beelden hem aanvallen in plaats van een vrije doortocht te verlenen. Tom Poes heeft de schatkamerbewaarder namelijk opdracht gegeven een teken op het bewakingsbeeld te wijzigen, zodat Super de verkeerde knoppen indrukt. De reisgenoten krijgen vervolgens met de code op de waaier wel toegang tot de schatkamer van de keizer. Heer Bommel neemt als aandenken een gouden lepel mee en Tom Poes een parasol, beide geschenken als toonbeeld van dank van Lijn-Oh-Li. In het huis van laatstgenoemde wordt een niet geringe slotmaaltijd geserveerd, waarbij heer Ollie zijn gouden lepel uitprobeert.

## Bron
https://www.delpher.nl/nl/kranten/results?query=de+chinese+waaier+AND+tom+poes&page=1&maxperpage=50&sortfield=date&coll=ddd

## Voetnoot
1. ↑  Het krantenstripverhaal geeft zowel 'chinese' als 'waaier' zonder hoofdletter, de oblonguitgave van De Bezige Bij juist beide mét hoofdletter. In de Bommellexicon (Ton Paauw, 2005, ISBN 9789071959103) worden zowel 'Chinese waaier' als 'chinese waaier' gebruikt. Uitgeverij Panda-Volledige werken- drukt af: Tom Poes en de Chinese waaier
2. ↑  Ook Lyn-Oh-Li
3. ↑  In de krantenstrip komt ook Li-Tao-Tan voor, wellicht door onduidelijk handschrift.
4. ↑  De anders altijd blote poes trekt in deze aflevering tijdelijk een Arabisch gewaad aan met hoofdtooi.
5. ↑  Volgens Marten Toonder doken ze tussen de plaatjes 1073-1079 onder, om er jaren later in het plaatje 1080 weer uit te klauteren. Zie ook Het geluid van bloemen.
6. ↑  Hier breekt het verhaal af.
7. ↑  Stripstroken 1080 tot en met 1085
8. ↑  Duidelijke verwijzing naar de privéomstandigheden destijds van de auteur.
9. ↑  21 januari 1961 tot en met 8 juli 1961 in kleurendruk.